# Caicara de Maturín
Pour les articles homonymes, voir Caicara et Maturín.
Caicara de Maturín est le chef-lieu de la municipalité de Cedeño dans l'État de Monagas au Venezuela. Autour de la ville s'articule la division territoriale et statistique de Capitale Cedeño.